# Arthurdactylus
Arthurdactylus és un gènere de pterosaure del Cretaci inferior que s'ha trobat a la formació Crato al Chapada do Araripe al nord-est del Brasil. Va ser descrit el 1994 per Eberhard Frey i David M. Martill.
Fou un animal gros, amb una amplada alar d'uns 4,6 metres. L'esquelet trobat està raonablement complet, hi manquen tan sols el crani i alguna vèrtebra cervical
El nom li fou posat en honor d'Arthur Conan Doyle, que va descriure pterosaures gegantins a la novel·la El món perdut.